# Kubínska hoľa (vrch)
Kubínska hoľa (1346,4 m n. m.) je druhý nejvyšší vrch Oravské Magury, vypínající se přímo nad městem Dolný Kubín. Mohutný hřbet se táhne od sedla Príslop až po Minčol, se kterým tvoří turistickou lokalitu s lyžařským střediskem SKI PARK Kubínska hoľa a nedalekou Chatou Kubínska hoľa. Z vrcholu je výhled na Dolný Kubín, Malou i Velkou Fatru, Vysoké i Nízké Tatry, Veľký Choč, Oravské i Kysucké Beskydy.

## Přístup
- po červeně značené trase ze sedla Príslop přes Čierny vrch (1319 metrů) nebo od rozcestí Kubínska hoľa
- po modře značené trase z Oravského Podzámku anebo z Minčolu (1394 metrů) přes rozcestí Kubínska hoľa
- po zeleně značené trase z Dolního Kubína přes rozcestí Kubínska hoľa